# FK Čukarički
FK Čukarički (serbisk : Фудбалски клуб Чукарички – ФК Чукарички, Fudbalski klub Čukarički – FK Čukarički ), oftest blot omtalt Čukarički, eller kort Čuka,  er fodboldafdelingen i Čukarički, en serbisk sportsklub fra Banovo brdo, et distrikt i Beograd-distriktet Čukarica. Klubben spiller pr. 2023 i den serbiske superliga.
Klubben blev grundlagt i 1926. I den jugoslaviske æra spillede FK Čukarički mest i landets lavere ligaer. I sæsonen 1971/72 rykkede holdet op i 2. division, og i 1994/95 i den øverste liga. I 1996 og 1997 kvalificerede holdet sig til UEFA Intertoto Cup.
Den 17. april 2012 blev klubben købt af Dragan Obradović, ejeren af det serbiske bygge- og engrosfirma ADOC. Klubben blev herefter den første professionelle fodboldklub i Serbien.
Efter Obradovićs overtagelse har klubben opnået succes. De blev nr. tre i ligaen i 2015 og deltog vandt samme år den serbiske pokalturnering. De deltog i Europa League 2014/15.